# 거류면
거류면(巨流面)는 대한민국 경상남도 고성군의 면이다. 고성읍에서 동쪽으로 약10km 거리에 위치해 있으며, 고성군의 명산 거류산을 중심에 두고　농업, 과수, 채소와 당동만을 접한 수산업 등 다양한 산업에 종사한다. 당동만의 수려한 경치와 고성평야와 연결되는 넓은 들은 신선하고 청정한 농수산물이 풍부하게 생산되는 곳으로 지역특산품 으로는 생명환경쌀，참다래, 새송이버섯, 시금치, 오만디 등의 특산물을 생산한다. 대전통영고속도로의 동고성 나들목이 있으며 국도, 지방도 등 교통망이 잘 형성된 교통요충지로서 주변에는 안정국가산업공단과 동해조선 산업특구단지가 있어 배후도시로서, 마동농공단지가 조성되고 있다.

## 연혁
- 소가야 때 진여부곡이라 칭하였음
- 1018년 고려 현종 9년 광일면과 광남면으로 나뉘어 12개리를 관할
- 1914년 3월 1일 광일면과 광남면을 합쳐 거류면이라 칭하고 8개리를 관할
- 1973년 동해면 감서리가 편입되어 9개리로서 현재에 이름

## 행정 구역
- 당동리
- 신용리
- 화당리
- 거산리
- 송산리
- 은월리
- 용산리
- 감서리
- 가려리

## 교육
- 거류초등학교 (당동리)
- 동광초등학교 (감서리)
- 방산초등학교 (용산리)
- 고성동중학교 (당동리)
- 대성초등학교 광일분교 (폐교) - 거류면 송산로 111 (송산리)

## 편의
- 꿀새비

## 관광
- 장의사
- 엄홍길전시관
- 만화방초